# Neversoft
Neversoft Entertainment fue una desarrolladora de videojuegos fundada en 1994 en California, por Joel Jewett, Mick West y Chris Ward. Fue adquirida en 1999 por Activision, y fusionada con Infinity Ward el 10 de julio de 2014.

## Historia
La empresa fue fundada en 1994 por tres miembros de Malibu Interactive, (antes conocida como Acme Interactive) una división de Malibu Comics. Comenzó, pues, trabajando con las consolas de 16-bits de por aquel entonces como la Mega Drive/Genesis y la Super Nintendo. Sin embargo, su éxito llegaría de la mano de las famosas sagas de videojuegos Tony Hawk's Pro Skater, que vio su primera edición en 1999. Desde entonces, Neversoft y Activision han lanzado 9 entregas de estos videojuegos, convirtiéndose en el emblema de esta empresa californiana.
Otra serie de videojuegos que han alcanzado la fama últimamente con Neversoft es Guitar Hero. También han sido desarrollados por Neversoft títulos como GUN o Kelly Slater's Pro Surfer, el juego basado en el surfista Kelly Slater y que, prácticamente es la versión surfera de los juegos de Tony Hawk.
El 11 de enero de 2009, el presidente de Neversoft, Joel Jewett, anunció que la compañía dejaba de desarrollar la serie de videojuegos Tony Hawk's. Por lo tanto, Tony Hawk's Ride, el nuevo videojuego del legendario skater y que tenía previsto su lanzamiento para finales de 2009, queda sin desarrollador. Neversoft llevaba desarrollando esta mítica serie de videojuegos desde 1999, con el lanzamiento de Tony Hawk's Pro Skater. Entre las causas probables podría estar el deseo de Neversoft de concentrarse en el nuevo éxito cosechado por otra saga, Guitar Hero.
El 11 de julio de 2014, desapareció de forma definitiva el estudio Neversoft, dejando atrás una trayectoria de dos décadas y numerosos juegos y franquicias, los trabajadores de Neversoft se integraron en Infinity Ward, el estudio responsable de Call of Duty. La decisión fue tomada por Activision tras la colaboración entre ambos estudios en Call of Duty: Ghosts, y se produce tras varios años en los que Neversoft no había trabajado en una franquicia propia.

## Videojuegos desarrollados
| Año  | Juego                            | Plataforma(s)                                                              | Notas |
| ---- | -------------------------------- | -------------------------------------------------------------------------- | --- |
| 1996 | Skeleton Warriors                | Sega Saturn, PlayStation                                                   | |
| 1997 | MDK                              | PlayStation                                                                | Juego original desarrollado para PC por Shiny Entertainment; Neversoft desarrolló la versión de PlayStation. |
| 1998 | Apocalypse                       | PlayStation                                                                | |
| 1999 | Tony Hawk's Pro Skater           | PlayStation                                                                | |
| 2000 | Spider-Man                       | PlayStation                                                                | |
| 2000 | Tony Hawk's Pro Skater 2         | PlayStation                                                                | |
| 2001 | Tony Hawk's Pro Skater 3         | PlayStation 2, GameCube, Xbox                                              | |
| 2002 | Tony Hawk's Pro Skater 4         | PlayStation 2, GameCube, Xbox                                              | |
| 2003 | Tony Hawk's Underground          | PlayStation 2, GameCube, Xbox                                              | |
| 2004 | Tony Hawk's Underground 2        | PlayStation 2, GameCube, Xbox                                              | |
| 2005 | Tony Hawk's American Wasteland   | PlayStation 2, GameCube, Xbox, Xbox 360                                    | |
| 2005 | Gun                              | PlayStation 2, GameCube, Xbox, Xbox 360                                    | |
| 2006 | Tony Hawk's Project 8            | PlayStation 3, Xbox 360                                                    | |
| 2007 | Tony Hawk's Proving Ground       | PlayStation 3, Xbox 360                                                    | |
| 2007 | Guitar Hero III: Legends of Rock | PlayStation 3, Xbox 360                                                    | |
| 2008 | Guitar Hero: Aerosmith           | PlayStation 3, Xbox 360                                                    | |
| 2008 | Guitar Hero World Tour           | PlayStation 3, Xbox 360                                                    | |
| 2009 | Guitar Hero: Metallica           | PlayStation 3, Xbox 360                                                    | |
| 2009 | Guitar Hero 5                    | PlayStation 3, Xbox 360                                                    | |
| 2009 | Band Hero                        | PlayStation 3, Xbox 360                                                    | |
| 2010 | Guitar Hero: Warriors of Rock    | PlayStation 3, Xbox 360                                                    | |
| 2011 | Call of Duty: Modern Warfare 3   | Microsoft Windows, PlayStation 3, Xbox 360, Wii                            | Desarrollado en colaboración con Infinity Ward y Sledgehammer Games; Neversoft desarrolló el Modo Caos para el Modo Supervivencia y ayudó a Infinity Ward con la campaña para un jugador; Raven Software desarrolló el multijugador, los elementos para el modo campaña, el contenido descargable y la interfaz de usuario del juego; Treyarch diseño la versión de Wii y ayudó a Raven Software con su modo multijugador. |
| 2013 | Call of Duty: Future Warfare     | Xbox 360                                                                   | Juego original de Call of Duty desarrollado por Neversoft, cancelado y reemplazado por Call of Duty: Ghosts. |
| 2013 | Call of Duty: Ghosts             | Microsoft Windows, PlayStation 3, Xbox 360, Wii U, PlayStation 4, Xbox One | Desarrollado en colaboración con Infinity Ward; Neversoft desarrolló el modo Extinción del juego; la versión para Wii U del juego fue desarrollada por Treyarch; Raven Software desarrolló el modo multijugador del juegocon el apoyo de Certain Affinity. |
| 2014 | Call of Duty: Advanced Warfare   | Microsoft Windows, PlayStation 3, PlayStation 4, Xbox 360, Xbox One        | Desarrollado en colaboración con Sledgehammer Games; Neversoft brindó soporte de desarrollo para el juego. |